# Zapadni greben
Koordinati:   44°19′48″N, 14°41′44″E
Zapadni greben je majhen nenaseljen otoček v Jadranskem morju, ki pripada Hrvaški.
Zapadni greben leži okoli 0,2 km severozahodno od otočka Srednji greben, ter okoli 4 km vzhodno od  Premude. Na otočku stoji svetilnik, ki oddaja svetlobni signal: R Bl 5s. Nazivni domet svetilnika je 6 milj. Površina Zapadnega grebena meri 0,136 km². Dolžina obalnega pasu je 2,07 km. Najvišji vrh je visok 48 mnm.